# Santuário de Nossa Senhora de Fátima (Centro - Rio de Janeiro)
O Santuário Paróquia Nossa Senhora de Fátima, é uma igreja católica localizada na região central da cidade de Rio de Janeiro, capital do estado brasileiro de Rio de Janeiro.

## Historia
O Santuário Paróquia Nossa Senhora de Fátima foi construído sob a direção do Padre Ângelo Di Paoli, que recebera em abril de 1934 de São Luis Orione, a missão de ser responsável pela construção. O primeiro ato para a concretização desta obra foi a criação do livro de contabilidade para registro das doações, em 3 de maio de 1935.
O terreno, localizado no Centro da então capital brasileira (Rio de Janeiro), foi adquirido em 1938 e logo no ano seguinte (1939) foi erguida a primeira capela. No dia 13 de outubro de 1939, o Pe. Ângelo Di Paoli celebrou a primeira Missa no local. Já no dia 10 de dezembro de 1939, o Núncio Apostólico, Dom Beni Aloísio Mazela, abençoou a imagem de Nossa Senhora de Fátima, presente no local até hoje.
Em janeiro de 1940, foi criada a Confraria de Nossa Senhora de Fátima e em junho do mesmo ano, foi colocada a pedra fundamental em solenidade litúrgica dirigida pelo cardeal Dom Sebastião Leme, com presença do Embaixador de Portugal, Dr. Martinho Nobre de Melo e diversas personalidades da colônia portuguesa.
Em 9 de setembro de 1960, o Santuário foi elevado a condição de Igreja Matriz, tornando-se assim, Santuário Paróquia Nossa Senhora de Fátima do Centro do Rio de Janeiro.
Fonte: https://orionitas.com.br/religiosos-e-leigos-do-santuario-de-fatima-do-rio-de-janeiro-preparam-festa/

## Ligações Externas
- https://santuariodefatimario.org/deescricao-do-templo/ - Descrição técnica do templo